# Šapokljak
Šapokljak (in russo Шапокляк?) è un film d'animazione sovietico del 1974 di Roman Kačanov. Fa parte della serie con protagonista Čeburaška, prodotta tra il 1969 ed il 1983 dallo studio sovietico Sojuzmul'tfil'm.

## Trama
Šapokljak è una vecchia signora antagonista di Čeburaška e del suo amico, il coccodrillo Gena, ai quali spesso ama fare dispetti. Infatti, il ritornello del suo tema musicale contiene il suo motto: Non si diventa famosi con le buone azioni.
La vecchia, alta e magrissima, indossa sempre un elegante soprabito scuro, stivali ed un cappello fuori moda, dal quale deriva il suo nome, ironico adattamento russo del francese chapeau claque, un tipo di cappello a cilindro.  Nella borsetta porta con sé il suo amico del cuore, una specie di furetto di nome Lariska, che spesso la aiuta nei suoi cattivi scherzi.
Nel successivo episodio Čeburaška va a scuola ammetterà di non aver mai fatto studi superiori e perciò deciderà di andare a scuola assieme a Čeburaška.

## Episodi della serie
- Il coccodrillo Gena (1969)
- Čeburaška (1971)
- Šapokljak (1974)
- Čeburaška va a scuola (1983)